# Breno Vinícius Rodrigues Borges
Breno Vinícius Rodrigues Borges, mais conhecido apenas como Breno (Cruzeiro, 13 de outubro de 1989), é um ex-futebolista brasileiro que atuou como zagueiro.

## Carreira

### São Paulo
Revelado nas categorias de base do São Paulo, pelo ex-jogador Zé Sérgio, Breno chegou aos profissionais do time tricolor, após ser vice-campeão da Copa São Paulo de Futebol Júnior de 2007. 
Fez sua estreia pelo time principal, com apenas 17 anos, em 1 de abril de 2007, no clássico diante do Palmeiras no Morumbi, válido pelo Paulistão, vencido pelo São Paulo por 3–1. Marcou seu primeiro gol como profissional, no dia 22 de julho de 2007, na vitória por 2–1 sobre o Cruzeiro no Mineirão, válida pelo Brasileirão. Marcou novamente, na vitória por 2–1 sobre o Santos no Morumbi, novamente válida pelo Brasileirão, sendo esse um golaço, marcado em um chute forte de perna canhota, após driblar três jogadores do time adversário. 
Em seu primeiro ano como profissional, Breno foi espetacular. Com apenas, 18 anos, completados no mês de outubro, o zagueiro foi campeão brasileiro com 15 pontos de vantagem sobre o vice-campeão, fazendo parte da melhor defesa da era dos pontos corridos do Campeonato Brasileiro, e sendo eleito o melhor zagueiro da competição.

### Bayern de Munique

#### 2007–08
Em dezembro de 2007, o Bayern de Munique fechou negócio com o São Paulo para contar com a jovem revelação por 12 milhões de euros (R$ 72.480.000,00 em 08/2024). Breno assinou contrato com o clube até junho de 2012. Fez sua estreia em jogos oficiais pela equipe da Baviera, somente no dia 12 de março de 2008, jogando os 90 minutos da derrota por 2–1 para o Anderlecht na Allianz Arena, válida pela Copa da UEFA. Apesar da derrota, o clube alemão se classificou para a próxima fase, pois havia vencido o jogo de ida por 5–0. Antes disso, o jogador havia atuado em um amistoso frente a Seleção Olímpica Chinesa, no dia 12 de janeiro de 2008, na Allianz Arena, vencido pelo Bayern por 7–2. No dia 13 de maio de 2008, novamente em um amistoso, Breno marcou seu primeiro e único gol com a camisa da equipe alemã. O gol de Breno foi o sexto na goleada de 11–5 sobre o Darmstadt, no Merck-Stadion. Em sua primeira temporada no futebol alemão, Breno foi reserva na maioria dos jogos, atuando apenas em 4 jogos entre janeiro e maio de 2008

#### 2008–09
Disputou sua primeira partida de Liga dos Campeões da UEFA, frente ao Lyon, na Allianz Arena. O jogo terminou com igualdade no placar em 1–1, tendo o zagueiro atuado nos 90 minutos da partida. Ao longo da competição, disputou ainda mais cinco partidas, sendo a última delas na fase quartas de final contra o Barcelona de Messi, Henry, e Eto'o, quando a equipe alemã sofreu uma goleada de 4–0 no Camp Nou, para o time que viria a ser o campeão. No Campeonato Alemão, assim como na temporada anterior, o zagueiro não saiu do banco em quase todas as partidas, tendo atuado apenas em 4 jogos, totalizando apenas 9 jogos em toda a temporada.

#### Saída
Sem espaço no time titular desde que chegou ao Bayern, principalmente com a vinda do treinador Jupp Heynckes, Breno foi disputado durante o mês de dezembro de 2009 por equipes brasileiras, para voltar a jogar no país por empréstimo, porém, a diretoria do clube da Baviera, decidiu por emprestá-lo ao Nürnberg, para ganhar mais experiência atuando no futebol alemão.

### Nuremberg
Foi emprestado pelo Bayern de Munique ao Nuremberg na janela de inverno, para ter mais chances de atuar no país alemão e se adaptar ao futebol europeu. Fez sua estreia em 17 de janeiro de 2010, na derrota por 1–0 diante do Schalke 04 na Veltins Arena, válida pelo Campeonato Alemão. Em boa fase no clube alemão desde que chegou, tendo sido titular absoluto logo de início, no dia 7 de março de 2010, o jogador sofreu uma grave lesão no ligamento cruzado do joelho direito, em seu sétimo jogo pela equipe, frente ao Bayer Leverkusen no Grundig Stadion, lesão essa que o deixaria de fora dos gramados por cerca de oito meses. Em razão disso, o defensor foi devolvido ao Bayern para o processo de recuperação.

### Retorno ao Bayern de Munique
Após recuperação, Breno voltou aos gramados no dia 14 de novembro de 2010, justamente diante da equipe na qual atuava quando se lesionou, tendo entrado no intervalo da vitória de 3–0 sobre o Nuremberg na Allianz Arena, válida pelo Campeonato Alemão. A partir de então, o zagueiro viveu sua melhor sequência no clube da Baviera: sob o comando de Louis van Gaal, foi titular da equipe entre novembro de 2010 e maio de 2011. Porém com o final da temporada, Breno voltou a sentir problemas no joelho direito e recebeu a notícia de que teria que operar novamente o local, sendo essa notícia que, segundo o jogador, "motivou" o acidente do incêndio, que o faria ficar de fora dos gramados nos próximos 4 anos.

### Retorno ao São Paulo
Breno acertou sua volta ao São Paulo no fim de 2012, ainda preso, já estando registrado no boletim informativo diário da CBF, como jogador do clube com contrato até 7 de outubro de 2015. A diretoria do Tricolor estava otimista para a sua liberação junto a justiça alemã ainda em 2013, mas isso não aconteceu. Porém, em agosto do mesmo ano, a justiça alemã concedeu o direito do zagueiro cumprir o regime semiaberto na prisão de Stadelheim, na cidade de Munique. Assim, Breno passou a integrar a comissão técnica da equipe juvenil do Bayern de Munique. 
No início de 2014, o clube manteve a expectativa da justiça alemã reduzir a pena do zagueiro. A expectativa era de que Breno fosse liberado entre março e junho, por conta do seu comportamento exemplar e do nascimento do seu novo filho, mas isso novamente não aconteceu. Breno foi liberado pela justiça alemã somente no dia 13 de dezembro de 2014, e foi apresentado no São Paulo em 19 de dezembro de 2014. Em sua apresentação, Breno falou sobre o episódio do incêndio:
"Eu queria até resumir, porque sei que muitas pessoas falaram coisas sem saber. Eu saí para a Alemanha muito jovem, outra cultura, outro idioma, saí achando que ia jogar, mas não joguei, não fui titular fixo. No Nuremberg tive uma boa sequência, mas aí tive uma lesão no joelho e operei. Voltei (ao Bayern) e tive que operar de novo. No dia do acidente recebi a noticia de que tinha que operar pela terceira vez, fiquei triste, bebi, fiquei inconsciente e tive esse acidente. Muitos falaram que tive problema de família, mas minha esposa sempre me ajudou. Foi um erro meu, paguei, e hoje quero viver só coisas boas."
O jogador ainda se emocionou, e disse não ter palavras para explicar a felicidade de retomar a sua carreira como jogador de futebol profissional:
"Estou muito feliz. E não tenho palavras para explicar esta felicidade. Não só por mim, mas pela minha família também. Esperei muito por este momento. Em 2007, me esforcei ao máximo para conquistar o título do Campeonato Brasileiro. E farei tudo isso de novo, porque meu desejo é ver a torcida feliz. Agradeço a todos os torcedores que sempre me apoiaram."

#### 2015
Em sua segunda semana de treinos no Tricolor do Morumbi, Breno sofreu um estiramento na coxa que retardou mais ainda a sua volta aos gramados. No dia 5 de julho, Breno foi relacionado para uma partida oficial pela primeira vez desde maio de 2011. O jogo foi diante do Fluminense no Morumbi, válido pelo Brasileirão. A partida terminou com igualdade em 0–0 e Breno não entrou em campo. No dia 9 de agosto, o zagueiro enfim voltou aos gramados, após mais de quatro anos sem entrar em campo. O zagueiro entrou aos 14 minutos da etapa final no empate em 1–1 diante do Corinthians no Morumbi, válido pelo Brasileirão. No final do jogo, o zagueiro se emocionou:
"É uma emoção muito grande. Só eu, minha esposa e meus filhos sabemos o quanto foi difícil essa minha luta. Sempre achei que daria a volta por cima e me reergueria novamente. Está aí."
A partir de então, Breno foi titular absoluto da equipe do técnico Juan Carlos Osorio, atuando como primeiro volante. No dia 20 de setembro de 2015, Breno marcou seu primeiro gol em sua volta aos gramados. O tento foi marcado diante do Avaí na Ressacada, em partida válida pelo Brasileirão. Apesar do gol, sua equipe saiu de campo derrotada por 2–1. No mês de novembro, o jogador passou por mais uma cirurgia no joelho direito, após recorrentes tendinites no local, e ficou de fora do final da temporada.

#### 2016
Em 2016, Breno começou a temporada como titular na equipe do São Paulo, atuando em sua posição de origem, porém em seu segundo jogo no ano, contra a Universidad César Vallejo-PER, no Estádio Mansiche, válido pela Copa Libertadores, o zagueiro novamente sentiu uma tendinite no joelho direito, ficando de fora dos jogos seguintes. No mês de maio, o jogador foi submetido a uma nova cirurgia no joelho direito, que o deixou de fora de todo o restante da temporada. A cirurgia dessa vez, foi para retirar um osso de cadáver que havia sido enxertado em seu joelho direito em uma cirurgia feita nos Estados Unidos, em razão da sua primeira lesão, no período em que ainda atuava no Nuremberg.

#### 2017
No início de 2017, já recuperado, Breno foi presença constante nos relacionados da equipe tricolor, porém só entrou em campo três vezes, por opção do treinador Rogério Ceni, sendo então emprestado para a equipe do Vasco da Gama, para obter mais sequencia e recuperar o ritmo de jogo.

### Vasco da Gama
No dia 15 de maio de 2017, Breno acertou com o Vasco da Gama por empréstimo até o final do ano. Fez sua estréia pelo Cruzmaltino na vitória por 2–1, sobre o Bahia em São Januário, válida pelo Brasileirão      , em um jogo que ficou marcado também pelo gol de número 400 do seu ex-companheiro de São Paulo, Luís Fabiano. Breno substituiu o lesionado Rafael Marques,   e fez uma partida segura. Em junho de 2017, após pouco mais de um mês de sua estreia pelo Vasco, Breno comemorou uma sequência de 9 jogos (763 minutos) pela equipe cruz-maltina e se declarou muito feliz:
"Estou muito contente desde que cheguei aqui no Vasco. Agradeço muito a Deus pelas oportunidades que estou tendo aqui. Nos últimos dois anos, se somarmos tudo que joguei, não dá o número de jogos que fiz em um mês aqui no clube. Tenho que trabalhar a cada dia para melhorar, sei disso, mas sei do meu potencial. No dia a dia que vou conseguir meus objetivos."
Marcou seu primeiro gol pelo Vasco no empate em 1–1 diante do Vitória no Maracanã, válido pelo Brasileirão. O zagueiro abriu o placar, mas viu seu time levar o empate no final do jogo. Ainda no ano de 2017, Breno ao lado de Anderson Martins formaram a 2ª zaga menos vazada do segundo turno do Campeonato Brasileiro.
Em 26 de dezembro de 2017, acertou um contrato de três anos com o Vasco da Gama, após seu vínculo com o São Paulo terminar nesse mês.
Após 4 meses e meio de lesão, em 13 de maio de 2018 teve seu retorno como titular na derrota por 2–3 diante do Vitória em São Januário.
Depois de mais de um ano fora, o zagueiro Breno voltou a ser relacionado no Vasco. O jogador viajou com o restante do elenco para Brasília, onde o Cruz-Maltino encara o Flamengo, no dia 17 de agosto de 2019, no Estádio Mané Garrincha.

## Seleção Brasileira
Foi titular da Seleção Brasileira nos Jogos Olímpicos de 2008, onde a seleção canarinho terminou o torneio na terceira colocação com a medalha de bronze. Na seleção principal, recebeu convocações dos treinadores Dunga e Mano Menezes quanto atuava no futebol alemão, porém não chegou a entrar em campo.

## Custódia e prisão
Na noite de 20 de setembro de 2011, a casa de Breno em Munique foi completamente queimada. O jogador, que estava sozinho em casa na época, ficou levemente ferido em sua fuga, e correu para o hospital. A causa do incêndio não era clara. No dia 24 de setembro de 2011, Breno foi levado preso preventivamente, pela Procuradoria Estadual de Munique, por suspeita de ter posto fogo na casa.
Em 4 de julho de 2012, o Tribunal Regional de Munique condenou Breno a três anos e nove meses de prisão. O brasileiro foi considerado culpado de incêndio grave, e o Tribunal não viu circunstâncias atenuantes suficientes para uma pena suspensa.
Em 20 de dezembro de 2012, o jogador apareceu no BID (Boletim Informativo Diário) da CBF, como jogador do São Paulo com contrato até 7 de outubro de 2015, porém ainda dependia da liberação da justiça alemã para retornar ao futebol brasileiro. Em nota oficial publicada pelo clube, foi explicado que por não haver a certeza de que o atleta deixaria a prisão em breve, foi assinado um contrato de forma unilateral e de longa duração visando dar segurança, estabilidade e acima de tudo perspectiva para o jogador. Ainda no comunicado, ficou por diversas vezes claro que o Tricolor objetivava ser solidário e dar suporte ao jovem atleta.
Em maio de 2013, o presidente do Bayern de Munique, Karl-Heinz Rummenigge, criticou a CBF, alegando descaso da federação com o atleta. Para Rummenigge, enquanto a entidade lutava pela liberação de Dante e Luiz Gustavo para a Copa das Confederações, Breno, por outro lado, acabou não merecendo maiores atenções.
No dia 19 de agosto de 2013, a justiça de Munique mudou o regime prisional de Breno, e o atleta passou a trabalhar durante o dia como auxiliar técnico do time juvenil do Bayern Munique. O ex-são-paulino, por sua vez, se mostrou grato ao Bayern de Munique pela nova chance e disse "estar bem agora", se referindo à possibilidade de estar empregado no clube.
Em novembro de 2013, em uma entrevista, o jogador falou sobre sua rotina na Alemanha, readequando seu estilo de vida (de €100 mil por mês, salário que recebia como atleta do Bayern de Munique, viu seus rendimentos caírem para €3 mil mensais). Breno se disse feliz ao receber um indulto e poder passar o aniversário do seu filho em casa:
"Esse momento é especial para mim: estar com a família, meu filho no colo. É uma coisa muito boa, mágica. Eu fiquei de olho na janela, esperando ela chegar pra me pegar: deu a hora e nada dela. Fiquei preocupado, pensei que tinha acontecido alguma coisa."
No dia 5 de dezembro de 2014, o Tribunal Estadual de Justiça da Baviera informou que a pena de três anos e nove meses seria suspensa a partir de 20 de dezembro de 2014, e Breno seria colocado em liberdade condicional.

## Estatísticas
Até 23 de julho de 2018.
| Clube             | Temporada         | Campeonato nacional | Campeonato nacional | Copa nacional[a] | Copa nacional[a] | Competições internacionais[b] | Competições internacionais[b] | Outros torneios[c] | Outros torneios[c] | Total | Total |
| Clube             | Temporada         | Jogos               | Gols                | Jogos            | Gols             | Jogos                         | Gols                          | Jogos              | Gols               | Jogos | Gols  |
| ----------------- | ----------------- | ------------------- | ------------------- | ---------------- | ---------------- | ----------------------------- | ----------------------------- | ------------------ | ------------------ | ----- | ----- |
| São Paulo         | 2007              | 29                  | 2                   | —                | —                | 6                             | 0                             | 1                  | 0                  | 36    | 2     |
| São Paulo         | Total             | 29                  | 2                   | —                | —                | 6                             | 0                             | 1                  | 0                  | 36    | 2     |
| Bayern de Munique | 2007–08           | 1                   | 0                   | —                | —                | 1                             | 0                             | 2                  | 1                  | 4     | 1     |
| Bayern de Munique | 2008–09           | 4                   | 0                   | —                | —                | 5                             | 0                             | —                  | —                  | 9     | 0     |
| Bayern de Munique | 2009–10           | 3                   | 0                   | 1                | 0                | —                             | —                             | —                  | —                  | 4     | 0     |
| Bayern de Munique | Total             | 8                   | 0                   | 1                | 0                | 6                             | 0                             | 2                  | 1                  | 17    | 1     |
| Nuremberg         | 2009–10           | 7                   | 0                   | —                | —                | —                             | —                             | —                  | —                  | 7     | 0     |
| Nuremberg         | Total             | 7                   | 0                   | —                | —                | —                             | —                             | —                  | —                  | 7     | 0     |
| Bayern de Munique | 2010–11           | 13                  | 0                   | 2                | 0                | 3                             | 0                             | —                  | —                  | 18    | 0     |
| Bayern de Munique | Total             | 13                  | 0                   | 2                | 0                | 3                             | 0                             | —                  | —                  | 18    | 0     |
| São Paulo         | 2015              | 5                   | 1                   | 1                | 0                | —                             | —                             | —                  | —                  | 6     | 1     |
| São Paulo         | 2016              | 1                   | 0                   | —                | —                | 1                             | 0                             | —                  | —                  | 2     | 0     |
| São Paulo         | 2017              | —                   | —                   | 2                | 0                | 1                             | 0                             | 3                  | 0                  | 6     | 0     |
| São Paulo         | Total             | 6                   | 1                   | 3                | 0                | 2                             | 0                             | 3                  | 0                  | 14    | 1     |
| Vasco da Gama     | 2017              | 25                  | 1                   | —                | —                | —                             | —                             | —                  | —                  | 25    | 1     |
| Vasco da Gama     | 2018              | 4                   | 0                   | 1                | 0                | 1                             | 0                             | 0                  | 0                  | 6     | 0     |
| Vasco da Gama     | Total             | 29                  | 1                   | 1                | 0                | 1                             | 0                             | 0                  | 0                  | 31    | 1     |
| Total na carreira | Total na carreira | 92                  | 4                   | 7                | 0                | 18                            | 0                             | 6                  | 1                  | 123   | 5     |

- a. ^ Jogos da Copa da Alemanha e Copa do Brasil.
- b. ^ Jogos da Liga dos Campeões da UEFA, Liga Europa da UEFA, Copa Libertadores da América e Copa Sul-Americana.
- c. ^ Jogos de Campeonatos estaduais e Torneios amistosos.

## Títulos
São Paulo
- Campeonato Brasileiro: 2007
- Florida Cup: 2017

Bayern de Munique
- Bundesliga: 2007–08
- Copa da Alemanha: 2007–08

Vasco Da Gama
- Taça Guanabara: 2019

### Prêmios individuais
- Revelação do Campeonato Brasileiro: 2007
- Melhor zagueiro do Campeonato Brasileiro: 2007
- Bola de Prata da Revista Placar: 2007
- Seleção do Campeonato Brasileiro: 2007